# David Lloyd (Tennisspieler)
David Lloyd (* 3. Januar 1948 in Leigh-on-Sea, Essex) ist ein ehemaliger britischer Tennisspieler und Geschäftsmann.

## Karriere
In seiner Karriere war er im Doppel zusammen mit seinem Bruder am erfolgreichsten. Hier gewann er 1976 in London und zog im darauf folgenden Jahr im Londoner Queen’s Club und in Helsinki ins Finale ein. Seine besten Ergebnisse bei Grand-Slam-Turnieren erbrachte er in Wimbledon.
Sein jüngerer Bruder John Lloyd und er wurden zwei der erfolgreichsten britischen Tennisspieler der 1970er und 1980er. David war Mannschaftskapitän der britischen Davis-Cup-Mannschaft und wurde zu einer hochstehenden Persönlichkeit in der Lawn Tennis Association. 1983 spielte er sein letztes Profiturnier.
Als Geschäftsmann gründete er die David Lloyd Leisure Clubs, die Next Generation Fitness Clubs und die David Lloyd Resorts. Er war auch Vorsitzender des Hull City und des Hull FC als er sie beide am Rande des Bankrotts verließ. Außerdem trainierte er Tim Henman.
Im Mai 2007 kaufte Lloyd die Kunstsammlung des Bildhauers Willard Wigan. Seit 2012 ist Lloyd Immobilienmakler in Phuket.

## Erfolge
| Legende                                               |
| Grand Slam                                            |
| Tennis Masters Cup                                    |
| ATP Masters Series                                    |
| ATP Championship Series ATP International Series Gold |
| ATP International Series Grand Prix (1)               |

| ATP-Titel nach Belag |
| Hartplatz (0)        |
| Sand (0)             |
| Rasen (0)            |
| Teppich (1)          |

### Doppel

#### Turniersiege
| Nr. | Datum            | Turnier | Belag       | Partner    | Finalgegner            | Ergebnis      |
| --- | ---------------- | ------- | ----------- | ---------- | ---------------------- | ------------- |
| 1.  | 6. November 1976 | London  | Teppich (i) | John Lloyd | John Feaver John James | 6:4, 3:6, 6:2 |

#### Finalteilnahmen
| Nr. | Datum         | Turnier      | Belag       | Partner    | Finalgegner                   | Ergebnis      |
| --- | ------------- | ------------ | ----------- | ---------- | ----------------------------- | ------------- |
| 1.  | 20. März 1977 | Helsinki     | Teppich (i) | John Lloyd | Jiří Hřebec Hans Kary         | 7:5, 6:7, 4:6 |
| 2.  | 18. Juni 1977 | Queen’s Club | Rasen       | John Lloyd | Anand Amritraj Vijay Amritraj | 1:6, 2:6      |